# Pontcharra-sur-Turdine
Pontcharra-sur-Turdine is een plaats en voormalige gemeente in het Franse departement Rhône in de regio Auvergne-Rhône-Alpes en telt 2136 inwoners (1999). De plaats maakt deel uit van het arrondissement Villefranche-sur-Saône.

## Geschiedenis
Pontcharre-sur-Turdine is op 1 januari 2019 gefuseerd met Dareizé, Les Olmes en Saint-Loup tot de commune nouvelle Vindry-sur-Turdine. 

## Geografie
De oppervlakte van Pontcharra-sur-Turdine bedraagt 4,7 km², de bevolkingsdichtheid is 454,5 inwoners per km².
De onderstaande kaart toont de ligging van Pontcharra-sur-Turdine met de belangrijkste infrastructuur en aangrenzende gemeenten.

## Demografie
Onderstaande figuur toont het verloop van het inwonertal (bron: INSEE-tellingen).
Dareizé · Les Olmes · Pontcharra-sur-Turdine · Saint-Loup